# Estació de la Farga de Bebié
La Farga de Bebié és una estació de ferrocarril propietat d'adif situada a la Farga de Bebié, una colonia tèxtil situada entre els termes municipals de Montesquiu i Les Llosses, entre les comarques d'Osona i el Ripollès. L'estació, però, es troba dins el municipi de Montesquiu, a la línia Barcelona-Ripoll per on circulen trens de la línia R3 de Rodalies de Catalunya operat per Renfe Operadora, que tot i formar part de Rodalies no té tarifació com a tal.
Aquesta estació de l'antiga línia de Barcelona a Sant Joan de les Abadesses (actualment el tram Ripoll - Sant Joan és una via verda) va entrar en servei l'any 1880 quan es va obrir el tram entre Sant Quirze de Besora i Ripoll. El 2004 Adif va realitzar obres amb l'objectiu de millorar l'accessibilitat a persones amb mobilitat reduïda i facilitar la instal·lació de nous sistemes d'il·luminació, es van realitzar millores en l'edifici i a les andanes.
L'any 2016 va registrar l'entrada de 1.000 passatgers.
| Rodalia de Barcelona      |                       |       |         |                        |
| Procedència/Destinació    | <                     | Línia | >       | Procedència/Destinació |
| L'Hospitalet de Llobregat | Sant Quirze de Besora |       | Ripoll¹ | Ripoll¹                |

¹ Els regionals cadenciats direcció Ribes de Freser / Puigcerdà / La Tor de Querol no efectuen parada en aquesta estació.